# Lijst van voetbalinterlands Cambodja - Singapore (vrouwen)
Deze lijst van voetbalinterlands is een overzicht van alle officiële voetbalinterlands tussen de nationale vrouwenteams van Cambodja en Singapore. De landen hebben tot nu toe één keer tegen elkaar gespeeld. 

## Wedstrijden
| № | Plaats     | Datum      | Competitie                      | Wedstrijd            | Uitslag |
| - | ---------- | ---------- | ------------------------------- | -------------------- | ------- |
| 1 | Phnom Penh | 6 mei 2023 | Zuidoost-Aziatische Spelen 2023 | Singapore − Cambodja | 0 − 1   |

## Samenvatting
| Competitie                 | Totaal gespeeld | Winst Cambodja | Gelijk | Winst Singapore | Doelsaldo Cambodja – Singapore |
| -------------------------- | --------------- | -------------- | ------ | --------------- | ------------------------------ |
| Zuidoost-Aziatische Spelen | 1               | 1              | 0      | 0               | 1 − 0                          |
| Totaal                     | 1               | 1              | 0      | 0               | 1 − 0                          |